# 香川県立多度津高等学校
香川県立多度津高等学校（かがわけんりつ たどつこうとうがっこう）は、香川県仲多度郡多度津町栄町一丁目に位置する県立の工業高等学校と水産高等学校である。通称は、多高。

## 沿革
（多度津工業高校としての沿革）
- 1922年（大正11年）　香川県立多度津中学校として設立認可。
- 1938年（昭和13年）　香川県立多度津工業学校として設立認可。
- 1941年（昭和16年）　香川県立多度津中学校が廃止。
- 1948年（昭和23年）　香川県立多度津工業高等学校として設立認可。
- 1949年（昭和24年）　香川県立の3校（多度津工業高等学校、水産高等学校、丸亀商工高等学校（現：丸亀城西高）の工業科）を統合して、香川県立多度津高等学校として設立。
- 1953年（昭和28年）　香川県立多度津高等学校から水産科が独立。同校は、香川県立多度津工業高等学校と改称。
- 2009年（平成21年）3月31日「香川県立多度津工業高等学校」と「香川県立多度津水産高等学校」としては閉校した。

（多度津高校の沿革）
- 2007年（平成19年）　香川県立多度津工業高等学校と香川県立多度津水産高等学校が統合し、香川県立多度津高等学校として開校する

## 部活動
- ソフトボール部　多工時代の1996年と1997年にインターハイで全国制覇を達成している。
- ウェイトリフティング部
- レスリング部

以上は全国大会の常連である。
- 弓道部　多工時代に平成2年度のインターハイで優勝し、平成8年度の全国高等学校弓道選抜大会で優勝ている。

## 著名な出身者
- 香川進（旧制多度津中学） - 歌人。歌誌「地中海」代表。旧多度津工業高校の前庭に「希望」と題する歌碑が建っている。
- 武田明（旧制多度津中学） - 民俗学者、多度津町長。
- 遊佐正憲（旧制多度津中学） - 競泳選手。ロサンゼルスオリンピック・ベルリンオリンピック金メダリスト。
- 松下廉蔵 - ミドリ十字社長、厚生省薬務局長
- 三木圭一 - 卓球選手。1962年全日本選手権優勝。
- 横田忠義 - バレーボール選手。松下電器で活躍。ミュンヘンオリンピック金メダリスト。
- 前田大輔 - 元オリックス・バファローズ捕手。
- 鈴木義広 - 元中日ドラゴンズ投手
- 藤井真也 - 近代五種世界選手権出場
- 岩崎裕樹 - レスリング世界選手権出場
- 竹地盛治 - ボクシング元OPBF東洋太平洋スーパーウェルター級王者
- 堀水宏次郎 - 射撃選手。アジア大会銅メダリスト。
- 中村桃佳 - ボートレーサー[2]
- 渡辺桂吾 - 岡山大学大学院自然科学研究科教授（特任）。工学者。